# کارلوس مورته
کارلوس مورته (انگلیسی: Carlos Morete؛ زادهٔ ۱۴ ژانویهٔ ۱۹۵۲) بازیکن فوتبال اهل آرژانتین است.
از باشگاه‌هایی که در آن بازی کرده‌است می‌توان به باشگاه فوتبال سویا، باشگاه فوتبال ریور پلاته، باشگاه فوتبال بوکا جونیورز، باشگاه فوتبال لاس پالماس، باشگاه اتلتیکو ایندپندینته، و باشگاه فوتبال آرژانتینوس جونیورز اشاره کرد.
وی همچنین در تیم ملی فوتبال آرژانتین بازی کرده‌است.